# ماري ماسترز
ماري ماسترز (بالإنجليزية: Mary Masters)‏ (1694 - 1759)؛ كاتِبة وشاعرة بريطانية.